# Vikram Samvat
Vikram Samvat of Vikrama-tijdperk is een tijdperk in de hindoekalender genoemd naar de legendarische Vikramaditya. Het is in gebruik in Nepal, het noorden en oosten van India en Gujarat naast de officiële Indiase kalender. Tussen circa 450 en 850 stond het bekend als Malava-tijdperk, waarna Vikrama in gebruik kwam.
In het noorden van India is het jaar Chaitradi – maart/ april in de gregoriaanse kalender – en de maanden purnimanta, waarbij volle maan het einde van de maanmaand betekent.

In Gujarat is het jaar Karttikadi – oktober/ november – en de maanden amanta waarbij de maanmaand eindigt met nieuwe maan.
Omrekening naar de gregoriaanse kalender hangt af van het gebruikte systeem, maar rond 58 v.Chr. ligt het begin van de jaartelling.
Andere jaartellingen in India zijn onder meer Shaka-tijdperk van 78 n.Chr., Kalachuri-tijdperk van 248 n.Chr., Gupta-tijdperk van 319-320 n.Chr., Kollam-tijdperk van 824 n.Chr. en het Chalukya-Vikrama-tijdperk van 1076.